# كليتوس الأسود
كليتوس الأسود (Κλεῖτος ὁ Μέλας) وكان ضابطا في الجيش المقدوني بقيادة الإسكندر الأكبر. انقذ حياة الاسكندر في معركة الغرانيكوس وقتل على يده في مشاجرة بينما كانوا ثملين في وقت لاحق بعد عدة سنوات. وكان كليتوس نجل درويبيس وشقيق لانيكي مرضعة الاكسندر.